# Ishockey under vinter-OL 2022 – kvindernes turnering
Kvindernes ishockeyturnering under vinter-OL 2022 blev spillet i National Indoor Stadium, der har plads til 18.000. Der var i alt 10 lande, der havde kvalificeret sig til turneringen; seks af dem gjorde det automatisk i kraft af deres rangering fra International Ice Hockey Federation, Kina der kvalificerede sig automatisk som OL-værter, mens de tre andre deltog i en kvalifikationsturnering.
Danmark havde kvalificeret sig, for første gang nogensinde, til ishockeykonkurrencen i Beijing. Holdet sluttede dog på en sidste plads, med en enkelt sejr over Tjekkiet.
Canadas vandt suverænt deres femte olympiske guldmedalje i kvindernes ishockey-turnering, med en 3–2 i finalen over rivalerne USA.

## Spillesteder
| Beijing National Indoor Stadium Kapacitet: 18,000 | Wukesong Arena Kapacitet: 9,000 |
| ------------------------------------------------- | ------------------------------- |
| Beijing National Indoor Stadium                   | Cadillac Arena                  |
| Beijing                                           | Haidian-distrikt                |

## Indledende runde

### Gruppe A
| Pos | Hold    | K | V | OTV | OTT | T | MF | MM | M+/- | P  | Kvalifikation |
| --- | ------- | - | - | --- | --- | - | -- | -- | ---- | -- | ------------- |
| 1   | Canada  | 4 | 4 | 0   | 0   | 0 | 33 | 5  | +28  | 12 | Kvartfinaler  |
| 2   | USA     | 4 | 3 | 0   | 0   | 1 | 20 | 6  | +14  | 9  | Kvartfinaler  |
| 3   | Finland | 4 | 1 | 0   | 0   | 3 | 10 | 19 | −9   | 3  | Kvartfinaler  |
| 4   | Rusland | 0 | 0 | 0   | 0   | 0 | 0  | 0  | 0    | 0  | Kvartfinaler  |
| 5   | Schweiz | 4 | 1 | 0   | 0   | 3 | 6  | 27 | −21  | 3  | Kvartfinaler  |

| 3. februar 2022 12:10 | Canada | 12–1 (3–0, 5–0, 4–1) | Schweiz | Beijing National Indoor Stadium, Beijing Tilskuere: 821 |

| Rapport | Rapport                                                                        | Rapport                          | Rapport        | Rapport                                                                  |
| --- | ------------------------------------------------------------------------------ | -------------------------------- | -------------- | ------------------------------------------------------------------------ |
| | Ann-Renée Desbiens                                                             | Målmænd                          | Andrea Brändli | Dommer: Daria Ermak Anna Wiegand Linjedommere: Lisa Linnek Linnea Sainio |
| Fillier (Spooner) – 01:04 / Fillier (Poulin) – 07:55 / Spooner (Fillier, Ambrose) – 11:20 / Johnston (Thompson, Turnbull) – 28:06 / Stacey (Bell) – 28:21 / Spooner (Nurse, Thompson) (PP) – 33:20 / Turnbull (Thompson, Johnston) – 35:40 / Stacey (Shelton) – 37:02 / Turnbull (Rattray, Spooner) – 46:14 / Bell (Turnbull, Johnston) – 53:46 / Thompson (Johnston, Nurse) – 56:20 /Ambrose (Spooner, Thompson) (PP) – 59:58 | 1–0 / 2–0 / 3–0 / 4–0 / 5–0 / 6–0 / 7–0 / 8–0 / 9–0 / 9–1 / 10–1 / 11–1 / 12–1 | 48:30 – Stalder (Christen) (PP2) |                | Dommer: Daria Ermak Anna Wiegand Linjedommere: Lisa Linnek Linnea Sainio |
| 14 min | Strafminutter                                                                  | 8 min                            |                | Dommer: Daria Ermak Anna Wiegand Linjedommere: Lisa Linnek Linnea Sainio |
| 70 | Skud                                                                           | 15                               |                | Dommer: Daria Ermak Anna Wiegand Linjedommere: Lisa Linnek Linnea Sainio |

| 3. februar 2022 21:10 | Finland | 2–5 (0–2, 0–2, 2–1) | USA | Wukesong Arena, Beijing Tilskuere: 335 |

| Rapport                                                                   | Rapport                                 | Rapport | Rapport       | Rapport                                                               |
| ------------------------------------------------------------------------- | --------------------------------------- | --- | ------------- | --------------------------------------------------------------------- |
|                                                                           | Anni Keisala                            | Målmænd | Maddie Rooney | Dommer: Kelly Cooke Lacey Senuk Linjedommere: Alex Clarke Sara Strong |
| Tapani (Laitinen, Nieminen) (PP) – 43:15 / Tapani (Karvinen) (PP) – 57:40 | 0–1 / 0–2 / 0–3 / 0–4 / 1–4 / 1–5 / 2–5 | 10:37 – Kessel (Harmon) / 13:00 – Carpenter (Pannek, Dunne) (PP) / 25:32 – Coyne Schofield (Barnes, Compher) / 26:36 – Coyne Schofield (Harmon, Knight) / 48:01 – Carpenter (Roque, Kessel) |               | Dommer: Kelly Cooke Lacey Senuk Linjedommere: Alex Clarke Sara Strong |
| 8 min                                                                     | Strafminutter                           | 6 min |               | Dommer: Kelly Cooke Lacey Senuk Linjedommere: Alex Clarke Sara Strong |
| 12                                                                        | Skud                                    | 52 |               | Dommer: Kelly Cooke Lacey Senuk Linjedommere: Alex Clarke Sara Strong |

| 4. februar 2022 12:10 | Rusland | 5–2 (2–1, 2–1, 1–0) | Schweiz | Beijing National Indoor Stadium, Beijing |

| Rapport | Rapport                                 | Rapport                                                               | Rapport        | Rapport                                                                                   |
| --- | --------------------------------------- | --------------------------------------------------------------------- | -------------- | ----------------------------------------------------------------------------------------- |
| | Maria Sorokina                          | Målmænd                                                               | Andrea Brändli | Dommer: Cianna Lieffers Elizabeth Mantha Linjedommere: Kendall Hanley Jacqueline Spresser |
| Dobrodeyeva (Vafina, Pavlova) – 05:54 / Bolgareva (Kadirova) – 17:29 / Shibanova (Pechnikova, Bratisheva) – 30:30 / Bolgareva (Kadirova) – 37:07 / Bolgareva (Vafina) (SH) – 41:39 | 1–0 / 1–1 / 2–1 / 2–2 / 3–2 / 4–2 / 5–2 | 17:16 – Stalder (Christen, Müller) (PP)/ 26:57 – Müller (Ryhner) (SH) |                | Dommer: Cianna Lieffers Elizabeth Mantha Linjedommere: Kendall Hanley Jacqueline Spresser |
| 10 min | Strafminutter                           | 6 min                                                                 |                | Dommer: Cianna Lieffers Elizabeth Mantha Linjedommere: Kendall Hanley Jacqueline Spresser |
| 31 | Skud                                    | 30                                                                    |                | Dommer: Cianna Lieffers Elizabeth Mantha Linjedommere: Kendall Hanley Jacqueline Spresser |

| 5. februar 2022 12:10 | Canada | 11–1 (2–1, 5–0, 4–0) | Finland | Wukesong Arena, Beijing Tilskuere: 670 |

| Rapport | Rapport                                                                 | Rapport          | Rapport                     | Rapport                                                                        |
| --- | ----------------------------------------------------------------------- | ---------------- | --------------------------- | ------------------------------------------------------------------------------ |
| | Ann-Renée Desbiens                                                      | Målmænd          | Meeri Räisänen Anni Keisala | Dommer: Chelsea Rapin Anna Wiegand Linjedommere: Lisa Linnek Veronica Lovensnö |
| Fillier (Spooner, Thompson) – 01:01 / Nurse – 12:45 / Fillier (Fast, Spooner) – 23:22 / Nurse (Spooner, Rattray) – 30:01 / Jenner (Larocque, Poulin) – 31:20 / Jenner (Zandee-Hart, Poulin) – 34:27 / Stacey (Maltais, Shelton) – 36:35 / Rattray (Jenner, Bell) – 47:06 / Nurse (Ambrose, Spooner) – 53:07 / Stacey (Shelton, Bell) – 54:10 / Jenner (Clark, Poulin) – 54:45 | 1–0 / 2–0 / 2–1 / 3–1 / 4–1 / 5–1 / 6–1 / 7–1 / 8–1 / 9–1 / 10–1 / 11–1 | 18:27 – Tuominen |                             | Dommer: Chelsea Rapin Anna Wiegand Linjedommere: Lisa Linnek Veronica Lovensnö |
| 14 min | Strafminutter                                                           | 8 min            |                             | Dommer: Chelsea Rapin Anna Wiegand Linjedommere: Lisa Linnek Veronica Lovensnö |
| 48 | Skud                                                                    | 29               |                             | Dommer: Chelsea Rapin Anna Wiegand Linjedommere: Lisa Linnek Veronica Lovensnö |

| 5. februar 2022 21:10 | USA | 5–0 (1–0, 1–0, 3–0) | Rusland | Wukesong Arena, Beijing Tilskuere: 581 |

| Rapport | Rapport                     | Rapport | Rapport                      | Rapport                                                                      |
| --- | --------------------------- | ------- | ---------------------------- | ---------------------------------------------------------------------------- |
| | Nicole Hensley              | Målmænd | Maria Sorokina Daria Gredzen | Dommer: Tijana Haack Anniina Nurmi Linjedommere: Anna Hammar Jenni Heikkinen |
| Harmon (Knight, Brandt) – 12:29 / Knight (Harmon, Coyne Schofield) – 28:51 / Zumwinkle (Cameranesi, Bozek) – 43:57 / Compher (Murphy, Scamurra) – 46:15 / Carpenter (Kessel, Harmon) – 48:44 | 1–0 / 2–0 / 3–0 / 4–0 / 5–0 |         |                              | Dommer: Tijana Haack Anniina Nurmi Linjedommere: Anna Hammar Jenni Heikkinen |
| 6 min | Strafminutter               | 14 min  |                              | Dommer: Tijana Haack Anniina Nurmi Linjedommere: Anna Hammar Jenni Heikkinen |
| 62 | Skud                        | 12      |                              | Dommer: Tijana Haack Anniina Nurmi Linjedommere: Anna Hammar Jenni Heikkinen |

| 6. februar 2022 21:10 | Schweiz | 0–8 (0–5, 0–2, 0–1) | USA | Wukesong Arena, Beijing Tilskuere: 545 |

| Rapport | Rapport                                       | Rapport | Rapport        | Rapport                                                                 |
| ------- | --------------------------------------------- | --- | -------------- | ----------------------------------------------------------------------- |
|         | Andrea Brändli Saskia Maurer                  | Målmænd | Alex Cavallini | Dommer: Maria Furberg Lacey Senuk Linjedommere: Alex Clarke Sara Strong |
|         | 0–1 / 0–2 / 0–3 / 0–4 / 0–5 / 0–6 / 0–7 / 0–8 | 05:40 – Knight (Brandt, Keller) (PP) / 14:04 – Compher (Scamurra, Bozek) / 14:13 – Knight / 16:15 – Pannek / 19:38 – Kessel (Dunne, Barnes) / 22:11 – Pannek (Kessel, Carpenter) / 37:12 – Compher (Bozek, Dunne) / 57:29 – Cameranesi (Pannek, Barnes) |                | Dommer: Maria Furberg Lacey Senuk Linjedommere: Alex Clarke Sara Strong |
| 8 min   | Strafminutter                                 | 4 min |                | Dommer: Maria Furberg Lacey Senuk Linjedommere: Alex Clarke Sara Strong |
| 12      | Skud                                          | 66 |                | Dommer: Maria Furberg Lacey Senuk Linjedommere: Alex Clarke Sara Strong |

| 7. februar 2022 13:15 | Rusland | 1–6 (0–2, 1–2, 0–2) | Canada | Wukesong Arena, Beijing Tilskuere: 545 |

| Rapport                   | Rapport                                 | Rapport | Rapport             | Rapport                                                                         |
| ------------------------- | --------------------------------------- | --- | ------------------- | ------------------------------------------------------------------------------- |
|                           | Daria Gredzen Maria Sorokina            | Målmænd | Emerance Maschmeyer | Dommer: Daria Ermak Chelsea Rapin Linjedommere: Veronica Lovensnö Linnea Sainio |
| Shokhina (Vafina) – 37:21 | 0–1 / 0–2 / 0–3 / 0–4 / 1–4 / 1–5 / 1–6 | 02:09 – Nurse / 02:29 – Fillier (Fast, Rattray) / 27:45 – Rattray (Spooner, Nurse) (PP) / 30:29 – Ambrose (Johnston, Stacey) / 40:39 – Johnston (Jenner, Poulin) (PP) / 45:50 – Poulin (Jenner, Ambrose) (PP) |                     | Dommer: Daria Ermak Chelsea Rapin Linjedommere: Veronica Lovensnö Linnea Sainio |
| 14 min                    | Strafminutter                           | 8 min |                     | Dommer: Daria Ermak Chelsea Rapin Linjedommere: Veronica Lovensnö Linnea Sainio |
| 12                        | Skud                                    | 49 |                     | Dommer: Daria Ermak Chelsea Rapin Linjedommere: Veronica Lovensnö Linnea Sainio |

| 7. februar 2022 21:10 | Schweiz | 3–2 (1–0, 1–1, 1–1) | Finland | Beijing National Indoor Stadium, Beijing Tilskuere: 742 |

| Rapport | Rapport                     | Rapport                                                                              | Rapport      | Rapport                                                                             |
| --- | --------------------------- | ------------------------------------------------------------------------------------ | ------------ | ----------------------------------------------------------------------------------- |
| | Andrea Brändli              | Målmænd                                                                              | Anni Keisala | Dommer: Cianna Lieffers Elizabeth Mantha Linjedommere: Kendall Hanley Diana Mokhova |
| Christen (Müller, Stalder) (PP2) – 11:52 / Rüegg (Müller, Leemann) (PP, EA) – 30:00 / Stalder (Müller, Sigrist) – 41:21 | 1–0 / 1–1 / 2–1 / 3–1 / 3–2 | 27:49 – Laitinen (Savolainen, Tuominen) (PP) / 50:11 – Holopainen (Vainikkaa, Tulus) |              | Dommer: Cianna Lieffers Elizabeth Mantha Linjedommere: Kendall Hanley Diana Mokhova |
| 6 min | Strafminutter               | 14 min                                                                               |              | Dommer: Cianna Lieffers Elizabeth Mantha Linjedommere: Kendall Hanley Diana Mokhova |
| 24 | Skud                        | 40                                                                                   |              | Dommer: Cianna Lieffers Elizabeth Mantha Linjedommere: Kendall Hanley Diana Mokhova |

| 8. februar 2022 12:10 | USA | 2–4 (0–1, 2–3, 0–0) | Canada | Wukesong Arena, Beijing Tilskuere: 591 |

| Rapport                                                                       | Rapport                           | Rapport | Rapport            | Rapport                                                                                               |
| ----------------------------------------------------------------------------- | --------------------------------- | --- | ------------------ | --- |
|                                                                               | Maddie Rooney                     | Målmænd | Ann-Renée Desbiens | Dommer: Cianna Lieffers Lacey Senuk Elizabeth Mantha Linjedommere: Kendall Hanley Jacqueline Spresser |
| Cameranesi (Pannek, Barnes) – 29:17 / Carpenter (Kessel, Keller) (PP) – 31:34 | 0–1 / 1–1 / 2–1 / 2–2 / 2–3 / 2–4 | 14:10 – Jenner (Fillier, Poulin) (PP) / 32:00 – Jenner (Nurse) / 34:25 – Rattray (Spooner, Zandee-Hart) / 37:25 – Poulin (PS) |                    | Dommer: Cianna Lieffers Lacey Senuk Elizabeth Mantha Linjedommere: Kendall Hanley Jacqueline Spresser |
| 2 min                                                                         | Strafminutter                     | 12 min |                    | Dommer: Cianna Lieffers Lacey Senuk Elizabeth Mantha Linjedommere: Kendall Hanley Jacqueline Spresser |
| 53                                                                            | Skud                              | 27 |                    | Dommer: Cianna Lieffers Lacey Senuk Elizabeth Mantha Linjedommere: Kendall Hanley Jacqueline Spresser |

| 8. februar 2022 21:10 | Finland | 5–0 (2–0, 3–0, 0–0) | Rusland | Beijing National Indoor Stadium, Beijing Tilskuere: 797 |

| Rapport | Rapport                     | Rapport | Rapport                           | Rapport                                                                |
| --- | --------------------------- | ------- | --------------------------------- | ---------------------------------------------------------------------- |
| | Anni Keisala                | Målmænd | Maria Sorokina Valeria Merkusheva | Dommer: Kelly Cooke Anna Wiegand Linjedommere: Alex Clarke Sara Strong |
| Rantala (Niskanen) – 09:06 / Karvinen (Nieminen, Tulus) (PP) – 18:18 / Nylund (Vanhanen, Rantala) – 27:09 / Tuominen (Laitinen) (PP) – 30:37 / Tapani (Hiirikoski, Tulus) (PP) – 31:06 | 1–0 / 2–0 / 3–0 / 4–0 / 5–0 |         |                                   | Dommer: Kelly Cooke Anna Wiegand Linjedommere: Alex Clarke Sara Strong |
| 6 min | Strafminutter               | 14 min  |                                   | Dommer: Kelly Cooke Anna Wiegand Linjedommere: Alex Clarke Sara Strong |
| 30 | Skud                        | 19      |                                   | Dommer: Kelly Cooke Anna Wiegand Linjedommere: Alex Clarke Sara Strong |

### Gruppe B
| Pos | Hold     | K | V | OTV | OTT | T | MF | MM | M+/- | P | Kvalifikation |
| --- | -------- | - | - | --- | --- | - | -- | -- | ---- | - | ------------- |
| 1   | Japan    | 4 | 2 | 1   | 1   | 0 | 13 | 7  | +6   | 9 | Kvartfinaler  |
| 2   | Tjekkiet | 4 | 2 | 0   | 1   | 1 | 10 | 8  | +2   | 7 | Kvartfinaler  |
| 3   | Sverige  | 4 | 2 | 0   | 0   | 2 | 7  | 8  | −1   | 6 | Kvartfinaler  |
| 4   | Kina (V) | 4 | 1 | 1   | 0   | 2 | 7  | 7  | 0    | 5 | Elimineret    |
| 5   | Danmark  | 4 | 1 | 0   | 0   | 3 | 7  | 14 | −7   | 3 | Elimineret    |

| 3. februar 2022 12:10 | Tjekkiet | 3–1 (1–0, 1–1, 1–0) | Kina | Wukesong Arena, Beijing Tilskuere: 499 |

| Rapport | Rapport               | Rapport                             | Rapport   | Rapport                                                                       |
| --- | --------------------- | ----------------------------------- | --------- | ----------------------------------------------------------------------------- |
| | Klára Peslarová       | Målmænd                             | Chen Tiya | Dommer: Tijana Haack Anniina Nurmi Linjedommere: Anna Hammar Julia Kainberger |
| Radová (Vanišová, Mrázová) – 10:38 / Křížová (Neubauerová, Čajanová) – 23:57 / Pejzlová (Horálková) – 46:27 | 1–0 / 2–0 / 2–1 / 3–1 | 29:02 – Mi (Lin Q., Wang Yut.) (PP) |           | Dommer: Tijana Haack Anniina Nurmi Linjedommere: Anna Hammar Julia Kainberger |
| 4 min | Strafminutter         | 6 min                               |           | Dommer: Tijana Haack Anniina Nurmi Linjedommere: Anna Hammar Julia Kainberger |
| 36 | Skud                  | 14                                  |           | Dommer: Tijana Haack Anniina Nurmi Linjedommere: Anna Hammar Julia Kainberger |

| 3. februar 2022 16:40 | Sverige | 1–3 (0–1, 1–0, 0–2) | Japan | Wukesong Arena, Beijing Tilskuere: 482 |

| Rapport                                    | Rapport               | Rapport | Rapport       | Rapport                                                                             |
| ------------------------------------------ | --------------------- | --- | ------------- | ----------------------------------------------------------------------------------- |
|                                            | Emma Söderberg        | Målmænd | Nana Fujimoto | Dommer: Cianna Lieffers Elizabeth Mantha Linjedommere: Kendall Hanley Diana Mokhova |
| Nylén Persson (Wikner-Zienkiewicz) – 20:30 | 0–1 / 1–1 / 1–2 / 1–3 | 19:13 – Koike (Kubo, Osawa) / 44:03 – Ukita (Ak. Shiga, Ao. Shiga) / 58:59 – Yoneyama (Koyama, Hosoyamada) (ENG) |               | Dommer: Cianna Lieffers Elizabeth Mantha Linjedommere: Kendall Hanley Diana Mokhova |
| 6 min                                      | Strafminutter         | 4 min |               | Dommer: Cianna Lieffers Elizabeth Mantha Linjedommere: Kendall Hanley Diana Mokhova |
| 27                                         | Skud                  | 40 |               | Dommer: Cianna Lieffers Elizabeth Mantha Linjedommere: Kendall Hanley Diana Mokhova |

| 4. februar 2022 12:10 | Danmark | 1–3 (1–0, 0–1, 0–2) | Kina | Wukesong Arena, Beijing Tilskuere: 580 |

| Rapport                            | Rapport                  | Rapport                                                                        | Rapport      | Rapport                                                                         |
| ---------------------------------- | ------------------------ | ------------------------------------------------------------------------------ | ------------ | ------------------------------------------------------------------------------- |
|                                    | Cassandra Repstock-Romme | Målmænd                                                                        | Zhou Jiaying | Dommer: Daria Ermak Chelsea Rapin Linjedommere: Veronica Lovensnö Linnea Sainio |
| Frandsen (N. Jensen, Glud) – 08:06 | 1–0 / 1–1 / 1–2 / 1–3    | 36:46 – Lin Q. (Yu, Wang Yut.) / 59:10 – Lin N. (Lin Q.) / 59:28 – Lin Q (ENG) |              | Dommer: Daria Ermak Chelsea Rapin Linjedommere: Veronica Lovensnö Linnea Sainio |
| 6 min                              | Strafminutter            | 6 min                                                                          |              | Dommer: Daria Ermak Chelsea Rapin Linjedommere: Veronica Lovensnö Linnea Sainio |
| 23                                 | Skud                     | 32                                                                             |              | Dommer: Daria Ermak Chelsea Rapin Linjedommere: Veronica Lovensnö Linnea Sainio |

| 5. februar 2022 16:40 | Japan | 6–2 (3–0, 2–1, 1–1) | Danmark | Wukesong Arena, Beijing Tilskuere: 476 |

| Rapport | Rapport                                       | Rapport                                                                | Rapport                              | Rapport                                                                 |
| --- | --------------------------------------------- | ---------------------------------------------------------------------- | ------------------------------------ | ----------------------------------------------------------------------- |
| | Nana Fujimoto Akane Konishi                   | Målmænd                                                                | Cassandra Repstock-Romme Lisa Jensen | Dommer: Kelly Cooke Maria Furberg Linjedommere: Alex Clarke Sara Strong |
| H. Yamashita (Miura, Koike) – 10:46 / H. Toko (Ao. Shiga, A. Toko) – 12:08 / Ukita – 13:50 / A. Toko (H. Toko) – 22:53 / Ak. Shiga (Kubo, H. Toko) (PP) – 39:54 / H. Yoneyama (H. Yamashita, Koike) – 48:02 | 1–0 / 2–0 / 3–0 / 4–0 / 4–1 / 5–1 / 6–1 / 6–2 | 29:16 – Bau Hansen (N. Jensen) / 59:55 – Jakobsen (Persson, Weis) (PP) |                                      | Dommer: Kelly Cooke Maria Furberg Linjedommere: Alex Clarke Sara Strong |
| 8 min | Strafminutter                                 | 8 min                                                                  |                                      | Dommer: Kelly Cooke Maria Furberg Linjedommere: Alex Clarke Sara Strong |
| 42 | Skud                                          | 20                                                                     |                                      | Dommer: Kelly Cooke Maria Furberg Linjedommere: Alex Clarke Sara Strong |

| 5. februar 2022 16:40 | Tjekkiet | 3–1 (1–0, 1–1, 1–0) | Sverige | Beijing National Indoor Stadium, Beijing Tilskuere: 438 |

| Rapport                                                      | Rapport               | Rapport                                   | Rapport        | Rapport                                                                                  |
| ------------------------------------------------------------ | --------------------- | ----------------------------------------- | -------------- | ---------------------------------------------------------------------------------------- |
|                                                              | Klára Peslarová       | Målmænd                                   | Emma Söderberg | Dommer: Cianna Lieffers Elizabeth Mantha Linjedommere: Diana Mokhova Jacqueline Spresser |
| Vanišová – 18:23 / Hymlarová (SH) – 33:56 / Vanišová – 54:03 | 1–0 / 2–0 / 2–1 / 3–1 | 39:16 – Muren (Lin. Johansson, Adolfsson) |                | Dommer: Cianna Lieffers Elizabeth Mantha Linjedommere: Diana Mokhova Jacqueline Spresser |
| 12 min                                                       | Strafminutter         | 8 min                                     |                | Dommer: Cianna Lieffers Elizabeth Mantha Linjedommere: Diana Mokhova Jacqueline Spresser |
| 46                                                           | Skud                  | 28                                        |                | Dommer: Cianna Lieffers Elizabeth Mantha Linjedommere: Diana Mokhova Jacqueline Spresser |

| 6. februar 2022 16:40 | Kina | 2–1 GWS (0–1, 0–0, 1–0) (OT: 0–0) (SO: 1–0) | Japan | Wukesong Arena, Beijing Tilskuere: 506 |

| Rapport            | Rapport       | Rapport                                | Rapport       | Rapport                                                                           |
| ------------------ | ------------- | -------------------------------------- | ------------- | --------------------------------------------------------------------------------- |
|                    | Zhou Jiaying  | Målmænd                                | Nana Fujimoto | Dommer: Tijana Haack Anniina Nurmi Linjedommere: Jenni Heikkinen Julia Kainberger |
| Hu (Li B.) – 41:06 | 0–1 / 1–1     | 18:02 – Hosoyamada (Koike, Osawa) (PP) |               | Dommer: Tijana Haack Anniina Nurmi Linjedommere: Jenni Heikkinen Julia Kainberger |
| 6 min              | Strafminutter | 0 min                                  |               | Dommer: Tijana Haack Anniina Nurmi Linjedommere: Jenni Heikkinen Julia Kainberger |
| 30                 | Skud          | 33                                     |               | Dommer: Tijana Haack Anniina Nurmi Linjedommere: Jenni Heikkinen Julia Kainberger |

| 7. februar 2022 16:40 | Danmark | 3–2 (1–1, 1–1, 1–0) | Tjekkiet | Wukesong Arena, Beijing Tilskuere: 637 |

| Rapport                                                                   | Rapport                     | Rapport                                                          | Rapport           | Rapport                                                                 |
| ------------------------------------------------------------------------- | --------------------------- | ---------------------------------------------------------------- | ----------------- | ----------------------------------------------------------------------- |
|                                                                           | Cassandra Repstock-Romme    | Målmænd                                                          | Viktorie Švejdová | Dommer: Maria Furberg Lacey Senuk Linjedommere: Alex Clarke Sara Strong |
| Jakobsen – 09:14 / Weis – 24:28 / Glud (Jakobsen, N. Jensen) (PP) – 40:49 | 0–1 / 1–1 / 1–2 / 2–2 / 3–2 | 05:48 – Tejralová (Křížová) / 23:01 – Mrázová (Radová, Vanišová) |                   | Dommer: Maria Furberg Lacey Senuk Linjedommere: Alex Clarke Sara Strong |
| 12 min                                                                    | Strafminutter               | 8 min                                                            |                   | Dommer: Maria Furberg Lacey Senuk Linjedommere: Alex Clarke Sara Strong |
| 17                                                                        | Skud                        | 32                                                               |                   | Dommer: Maria Furberg Lacey Senuk Linjedommere: Alex Clarke Sara Strong |

| 7. februar 2022 21:10 | Kina | 1–2 (1–0, 0–2, 0–0) | Sverige | Wukesong Arena, Beijing Tilskuere: 588 |

| Rapport               | Rapport         | Rapport                                                                  | Rapport        | Rapport                                                                           |
| --------------------- | --------------- | ------------------------------------------------------------------------ | -------------- | --------------------------------------------------------------------------------- |
|                       | Zhou Jiaying    | Målmænd                                                                  | Emma Söderberg | Dommer: Anniina Nurmi Anna Wiegand Linjedommere: Jenni Heikkinen Julia Kainberger |
| Kang (Lin J.) – 05:16 | 1–0 / 1–1 / 1–2 | 25:14 – Wikner-Zienkiewicz (PS) / 26:39 – Bouveng (Nylén Persson, Waxin) |                | Dommer: Anniina Nurmi Anna Wiegand Linjedommere: Jenni Heikkinen Julia Kainberger |
| 2 min                 | Strafminutter   | 8 min                                                                    |                | Dommer: Anniina Nurmi Anna Wiegand Linjedommere: Jenni Heikkinen Julia Kainberger |
| 33                    | Skud            | 33                                                                       |                | Dommer: Anniina Nurmi Anna Wiegand Linjedommere: Jenni Heikkinen Julia Kainberger |

| 8. februar 2022 16:40 | Japan | 3–2 GWS (1–0, 0–1, 1–1) (Forlænget spilletid: 0–0) (SO: 1–0) | Tjekkiet | Wukesong Arena, Beijing Tilskuere: 638 |

| Rapport                                                                          | Rapport               | Rapport                                       | Rapport         | Rapport                                                                      |
| -------------------------------------------------------------------------------- | --------------------- | --------------------------------------------- | --------------- | ---------------------------------------------------------------------------- |
|                                                                                  | Nana Fujimoto         | Målmænd                                       | Klára Peslarová | Dommer: Daria Abrosimova Daria Ermak Linjedommere: Lisa Linnek Linnea Sainio |
| H. Toko (Ao. Shiga, A. Toko) (PP) – 04:00 / H. Toko (Kubo, A. Toko) (PP) – 40:23 | 1–0 / 1–1 / 2–1 / 2–2 | 26:09 – Křížová (Vanišová) / 45:53 – Mlýnková |                 | Dommer: Daria Abrosimova Daria Ermak Linjedommere: Lisa Linnek Linnea Sainio |
| 6 min                                                                            | Strafminutter         | 10 min                                        |                 | Dommer: Daria Abrosimova Daria Ermak Linjedommere: Lisa Linnek Linnea Sainio |
| 25                                                                               | Skud                  | 38                                            |                 | Dommer: Daria Abrosimova Daria Ermak Linjedommere: Lisa Linnek Linnea Sainio |

| 8. februar 2022 21:10 | Sverige | 3–1 (1–0, 1–1, 1–0) | Danmark | Wukesong Arena, Beijing Tilskuere: 696 |

| Rapport | Rapport               | Rapport                                   | Rapport                  | Rapport                                                                       |
| --- | --------------------- | ----------------------------------------- | ------------------------ | ----------------------------------------------------------------------------- |
| | Emma Söderberg        | Målmænd                                   | Cassandra Repstock-Romme | Dommer: Anniina Nurmi Chelsea Rapin Linjedommere: Anna Hammar Jenni Heikkinen |
| Nordin (Lundin) – 04:00 / Lis. Johansson (Lundin, Waxin) (PP) – 36:00 / Berglund (Ljungblom) (PP, ENG) – 59:43 | 1–0 / 1–1 / 2–1 / 3–1 | 34:04 – Oksbjerg (Jakobsen, Friis-Hansen) |                          | Dommer: Anniina Nurmi Chelsea Rapin Linjedommere: Anna Hammar Jenni Heikkinen |
| 14 min | Strafminutter         | 10 min                                    |                          | Dommer: Anniina Nurmi Chelsea Rapin Linjedommere: Anna Hammar Jenni Heikkinen |
| 21 | Skud                  | 26                                        |                          | Dommer: Anniina Nurmi Chelsea Rapin Linjedommere: Anna Hammar Jenni Heikkinen |

## Slutspil

### Oversigt
|  | Kvartfinaler | Kvartfinaler |             |    | Semifinaler | Semifinaler |            |  | Finalekamp | Finalekamp |
|  |              |              |             |    |             |             |            |  |            |            |
|  | 11. februar  |              |             |    |             |             |            |  |            |            |
|  |              |              |             |    |             |             |            |  |            |            |
|  | Canada       | 11           |             |    |             |             |            |  |            |            |
|  | Canada       | 11           | 14. februar |    |             |             |            |  |            |            |
|  | Sverige      | 0            |             |    |             |             |            |  |            |            |
|  | Sverige      | 0            | Canada      | 10 |             |             |            |  |            |            |
|  | 12. februar  |              | Canada      | 10 |             |             |            |  |            |            |
|  |              |              | Schweiz     | 3  |             |             |            |  |            |            |
|  | Rusland      | 2            | Schweiz     | 3  |             |             |            |  |            |            |
|  | Rusland      | 2            | 17. februar |    |             |             |            |  |            |            |
|  | Schweiz      | 4            |             |    |             |             |            |  |            |            |
|  | Schweiz      | 4            | Canada      | 3  |             |             |            |  |            |            |
|  | 11. februar  |              | Canada      | 3  |             |             |            |  |            |            |
|  |              | USA          | 2           |    |             |             |            |  |            |            |
|  | USA          | USA          | 2           | 4  |             |             |            |  |            |            |
|  | USA          | 14. februar  |             | 4  |             |             |            |  |            |            |
|  | Tjekkiet     | 1            |             |    |             |             |            |  |            |            |
|  | Tjekkiet     | 1            | USA         | 4  |             |             |            |  |            |            |
|  | 12. februar  |              | USA         | 4  |             |             |            |  |            |            |
|  |              |              | Finland     | 1  |             | Bronzekamp  | Bronzekamp |  |            |            |
|  | Finland      | 7            | Finland     | 1  |             | Bronzekamp  | Bronzekamp |  |            |            |
|  | Finland      | 7            | 16. februar |    |             |             |            |  |            |            |
|  | Japan        | 1            |             |    |             |             |            |  |            |            |
|  | Japan        | 1            | Schweiz     | 0  |             |             |            |  |            |            |
|  |              |              |             |    |             |             |            |  |            |            |
|  | Finland      | 4            |             |    |             |             |            |  |            |            |
|  | Finland      | 4            |             |    |             |             |            |  |            |            |

### Kvartfinaler
| 11. februar 2022 12:10 | USA | 4–1 (0–0, 1–1, 3–0) | Tjekkiet | Wukesong Arena, Beijing Tilskuere: 636 |

| Rapport | Rapport                     | Rapport                              | Rapport         | Rapport                                                                         |
| --- | --------------------------- | ------------------------------------ | --------------- | ------------------------------------------------------------------------------- |
| | Alex Cavallini              | Målmænd                              | Klára Peslarová | Dommer: Elizabeth Mantha Anniina Nurmi Linjedommere: Anna Hammar Kendall Hanley |
| Knight (Coyne Schofield) – 25:47 / Stecklein (Pannek, Keller) – 46:49 / Harmon (Brandt, Knight) (PP) – 56:51 / Coyne Schofield (Keller) (ENG) – 59:54 | 0–1 / 1–1 / 2–1 / 3–1 / 4–1 | 24:59 – Pejzlová (Vanišová, Křížová) |                 | Dommer: Elizabeth Mantha Anniina Nurmi Linjedommere: Anna Hammar Kendall Hanley |
| 11 min | Strafminutter               | 10 min                               |                 | Dommer: Elizabeth Mantha Anniina Nurmi Linjedommere: Anna Hammar Kendall Hanley |
| 59 | Skud                        | 6                                    |                 | Dommer: Elizabeth Mantha Anniina Nurmi Linjedommere: Anna Hammar Kendall Hanley |

| 11. februar 2022 21:10 | Canada | 11–0 (4–0, 5–0, 2–0) | Sverige | Wukesong Arena, Beijing Tilskuere: 669 |

| Rapport | Rapport                                                           | Rapport | Rapport                  | Rapport                                                                         |
| --- | ----------------------------------------------------------------- | ------- | ------------------------ | ------------------------------------------------------------------------------- |
| | Emerance Maschmeyer                                               | Målmænd | Emma Söderberg Ida Boman | Dommer: Daria Abrosimova Lacey Senuk Linjedommere: Alex Clarke Julia Kainberger |
| Jenner (Poulin, Nurse) – 03:05 / Fillier (Johnston, Poulin) (PP) – 17:05 / Fillier (Rattray, Fast) – 17:41 / Rattray (Thompson, Nurse) (PP) – 19:35 / Spooner (Nurse, Larocque) (PP) – 23:16 / Ambrose (Poulin, Thompson) – 25:15 / Turnbull (Ambrose, Saulnier) – 26:56 / Jenner (Poulin, Nurse) – 28:13 / Clark (Bell, Hart) (PP) – 29:09 / Jenner (Hart, Thompson) – 50:55 / Fillier (Spooner, Fast) – 52:06 | 1–0 / 2–0 / 3–0 / 4–0 / 5–0 / 6–0 / 7–0 / 8–0 / 9–0 / 10–0 / 11–0 |         |                          | Dommer: Daria Abrosimova Lacey Senuk Linjedommere: Alex Clarke Julia Kainberger |
| 8 min | Strafminutter                                                     | 14 min  |                          | Dommer: Daria Abrosimova Lacey Senuk Linjedommere: Alex Clarke Julia Kainberger |
| 56 | Skud                                                              | 11      |                          | Dommer: Daria Abrosimova Lacey Senuk Linjedommere: Alex Clarke Julia Kainberger |

| 12. februar 2022 12:10 | Rusland | 2–4 (0–0, 1–1, 1–3) | Schweiz | Wukesong Arena, Beijing Tilskuere: 670 |

| Rapport                                                                             | Rapport                           | Rapport | Rapport        | Rapport                                                                     |
| ----------------------------------------------------------------------------------- | --------------------------------- | --- | -------------- | --------------------------------------------------------------------------- |
|                                                                                     | Valeria Merkusheva                | Målmænd | Andrea Brändli | Dommer: Kelly Cooke Chelsea Rapin Linjedommere: Jenni Heikkinen Sara Strong |
| Savonina (Shokhina, Korzhakova) – 37:38 / Luchnikova (Bratisheva, Kadirova) – 56:53 | 0–1 / 1–1 / 1–2 / 2–2 / 2–3 / 2–4 | 34:31 – Stänz (Müller, Stalder) / 47:31 – Rüegg (Moy, Vallario) / 57:23 – Müller (Stalder) / 59:58 – Müller (SH, ENG) |                | Dommer: Kelly Cooke Chelsea Rapin Linjedommere: Jenni Heikkinen Sara Strong |
| 4 min                                                                               | Strafminutter                     | 6 min |                | Dommer: Kelly Cooke Chelsea Rapin Linjedommere: Jenni Heikkinen Sara Strong |
| 24                                                                                  | Skud                              | 36 |                | Dommer: Kelly Cooke Chelsea Rapin Linjedommere: Jenni Heikkinen Sara Strong |

| 12. februar 2022 16:40 | Finland | 7–1 (2–1, 2–0, 3–0) | Japan | Wukesong Arena, Beijing Tilskuere: 675 |

| Rapport | Rapport                                       | Rapport                 | Rapport                     | Rapport                                                                          |
| --- | --------------------------------------------- | ----------------------- | --------------------------- | -------------------------------------------------------------------------------- |
| | Anni Keisala                                  | Målmænd                 | Nana Fujimoto Akane Konishi | Dommer: Cianna Lieffers Anna Wiegand Linjedommere: Lisa Linnek Veronica Lovensnö |
| Nieminen (Tulus, Hiirikoski) (PP) – 02:08 / Vainikka (Laitinen, Holopainen) – 04:32 / Karvinen (Nieminen, Tapani) – 25:01 / Nieminen (Karvinen, Laitinen) – 28:29 / Nieminen (Tapani, Hiirikoski) – 40:18 / Tapani (Karvinen, Nieminen) – 48:28 / Hakala (Niskanen, Laitinen) – 52:29 | 1–0 / 2–0 / 2–1 / 3–1 / 4–1 / 5–1 / 6–1 / 7–1 | 15:01 – Shiga (H. Toko) |                             | Dommer: Cianna Lieffers Anna Wiegand Linjedommere: Lisa Linnek Veronica Lovensnö |
| 8 min | Strafminutter                                 | 4 min                   |                             | Dommer: Cianna Lieffers Anna Wiegand Linjedommere: Lisa Linnek Veronica Lovensnö |
| 49 | Skud                                          | 25                      |                             | Dommer: Cianna Lieffers Anna Wiegand Linjedommere: Lisa Linnek Veronica Lovensnö |

### Semifinaler
| 14. februar 2022 12:10 | Canada | 10–3 (5–1, 3–2, 2–0) | Schweiz | Wukesong Arena, Beijing Tilskuere: 645 |

| Rapport | Rapport                                                                      | Rapport                                                                         | Rapport                      | Rapport                                                                          |
| --- | ---------------------------------------------------------------------------- | ------------------------------------------------------------------------------- | ---------------------------- | -------------------------------------------------------------------------------- |
| | Ann-Renee Desbiens                                                           | Målmænd                                                                         | Andrea Brändli Saskia Maurer | Dommer: Anniina Nurmi Chelsea Rapin Linjedommere: Jenni Hekkinen Jackie Spresser |
| Thompson (Johnston) – 07:16 / Rattray (Ambrose, Fillier) – 08:28 / Turnbull (Thompson, Johnston) – 09:04 / Fast (Nurse, Jenner) – 09:21 / Ambrose (Daoust, Spooner) – 10:40 / Poulin (Nurse) – 27:52 / Clark (Johnston, Turnbull) – 28:03 / Poulin (Nurse, Thompson) – 33:27 / Maltais (Stacey, Saulnier) – 43:13 / Jenner (Nurse) – 58:11 | 1–0 / 2–0 / 3–0 / 4–0 / 5–0 / 5–1 / 5–2 / 6–2 / 7–2 / 7–3 / 8–3 / 9–3 / 10–3 | 18:37 – Stalder (Müller) (PP) / 24:59 – Müller (Stalder) / 29:44 – Stalder (PP) |                              | Dommer: Anniina Nurmi Chelsea Rapin Linjedommere: Jenni Hekkinen Jackie Spresser |
| 8 min | Strafminutter                                                                | 4 min                                                                           |                              | Dommer: Anniina Nurmi Chelsea Rapin Linjedommere: Jenni Hekkinen Jackie Spresser |
| 61 | Skud                                                                         | 13                                                                              |                              | Dommer: Anniina Nurmi Chelsea Rapin Linjedommere: Jenni Hekkinen Jackie Spresser |

| 14. februar 2022 21:10 | USA | 4–1 (0–0, 2–0, 2–1) | Finland | Wukesong Arena, Beijing Tilskuere: 642 |

| Rapport | Rapport                     | Rapport                                    | Rapport      | Rapport                                                                        |
| --- | --------------------------- | ------------------------------------------ | ------------ | ------------------------------------------------------------------------------ |
| | Alex Cavallini              | Målmænd                                    | Anni Keisala | Dommer: Kelly Cooke Cianna Lieffers Linjedommere: Anna Hammar Julia Kainberger |
| Barnes (Brandt, Knight) (PP) – 23:39 / Knight (Harmon, Coyne Schofield) – 38:53 / Scamurra (Barnes) – 55:20 / Roque (Carpenter, Kessel) (ENG) – 59:55 | 1–0 / 2–0 / 3–0 / 3–1 / 4–1 | 59:34 – Tapani (Karvinen, Hiirikoski) (EA) |              | Dommer: Kelly Cooke Cianna Lieffers Linjedommere: Anna Hammar Julia Kainberger |
| 6 min | Strafminutter               | 6 min                                      |              | Dommer: Kelly Cooke Cianna Lieffers Linjedommere: Anna Hammar Julia Kainberger |
| 42 | Skud                        | 26                                         |              | Dommer: Kelly Cooke Cianna Lieffers Linjedommere: Anna Hammar Julia Kainberger |

### Bronzekamp
| 16. februar 2022 19:30 | Finland | 4–0 (1–0, 0–0, 3–0) | Schweiz | Wukesong Arena, Beijing Tilskuere: 724 |

| Rapport | Rapport               | Rapport | Rapport        | Rapport                                                                    |
| --- | --------------------- | ------- | -------------- | -------------------------------------------------------------------------- |
| | Anni Keisala          | Målmænd | Andrea Brändli | Dommer: Elizabeth Mantha Lacey Senuk Linjedommere: Alex Clarke Sara Strong |
| Vainikkaa (Tulus, Holopainen) – 11:38 / Tapani (SH) – 43:24 / Laitinen (Holopainen, Savolainen) (PP) – 54:24 / Karvinen (Nieminen, Hiirikoski) (PP) – 59:03 | 1–0 / 2–0 / 3–0 / 4–0 |         |                | Dommer: Elizabeth Mantha Lacey Senuk Linjedommere: Alex Clarke Sara Strong |
| 8 min | Strafminutter         | 8 min   |                | Dommer: Elizabeth Mantha Lacey Senuk Linjedommere: Alex Clarke Sara Strong |
| 47 | Skud                  | 15      |                | Dommer: Elizabeth Mantha Lacey Senuk Linjedommere: Alex Clarke Sara Strong |

### Finalekamp
| 17. februar 2022 12:10 | Canada | 3–2 (2–0, 1–1, 0–1) | USA | Wukesong Arena, Beijing Tilskuere: 834 |

| Rapport                                                                            | Rapport                     | Rapport                                                                   | Rapport        | Rapport                                                                   |
| ---------------------------------------------------------------------------------- | --------------------------- | ------------------------------------------------------------------------- | -------------- | ------------------------------------------------------------------------- |
|                                                                                    | Ann-Renee Desbiens          | Målmænd                                                                   | Alex Cavallini | Dommer: Kelly Cooke Anna Wiegand Linjedommere: Anna Hammar Kendall Hanley |
| Nurse (Thompson, Poulin) – 07:50 / Poulin – 15:02 / Poulin (Jenner, Nurse) – 29:08 | 1–0 / 2–0 / 3–0 / 3–1 / 3–2 | 36:39 – Knight (Brandt) (SH) / 59:47 – Kessel (Roque, Carpenter) (PP, EA) |                | Dommer: Kelly Cooke Anna Wiegand Linjedommere: Anna Hammar Kendall Hanley |
| 6 min                                                                              | Strafminutter               | 4 min                                                                     |                | Dommer: Kelly Cooke Anna Wiegand Linjedommere: Anna Hammar Kendall Hanley |
| 21                                                                                 | Skud                        | 40                                                                        |                | Dommer: Kelly Cooke Anna Wiegand Linjedommere: Anna Hammar Kendall Hanley |

## Rangering
| Pos                              | Grp | Hold     | K | V | OTV | OTT | T | MF | MM | M+/- | P  | Resultat                      |
| -------------------------------- | --- | -------- | - | - | --- | --- | - | -- | -- | ---- | -- | ----------------------------- |
| 1                                | A   | Canada   | 7 | 7 | 0   | 0   | 0 | 57 | 10 | +47  | 21 | Vindere                       |
| 2. plads, sølvmedaljemodtager(e) | A   | USA      | 7 | 5 | 0   | 0   | 2 | 30 | 11 | +19  | 15 | Sølvvindere                   |
| 3                                | A   | Finland  | 7 | 3 | 0   | 0   | 4 | 22 | 24 | −2   | 9  | Bronzevindere                 |
| 4                                | A   | Schweiz  | 7 | 2 | 0   | 0   | 5 | 13 | 43 | −30  | 6  |                               |
|                                  |     |          |   |   |     |     |   |    |    |      |    |                               |
| 5                                | A   | Rusland  | 5 | 1 | 0   | 0   | 4 | 8  | 22 | −14  | 3  | Elimineret i kvartfinalerne   |
| 6                                | B   | Japan    | 5 | 2 | 1   | 1   | 1 | 14 | 14 | 0    | 9  | Elimineret i kvartfinalerne   |
| 7                                | B   | Tjekkiet | 5 | 2 | 0   | 1   | 2 | 11 | 12 | −1   | 7  | Elimineret i kvartfinalerne   |
| 8                                | B   | Sverige  | 5 | 2 | 0   | 0   | 3 | 7  | 19 | −12  | 6  | Elimineret i kvartfinalerne   |
|                                  |     |          |   |   |     |     |   |    |    |      |    |                               |
| 9                                | B   | Kina     | 4 | 1 | 1   | 0   | 2 | 7  | 7  | 0    | 5  | Elimineret i indledende runde |
| 10                               | B   | Danmark  | 4 | 1 | 0   | 0   | 3 | 7  | 14 | −7   | 3  | Elimineret i indledende runde |

## Statistik

### Topscorere
List viser de bedste markspillere rangeret efter point og derefter mål.
| Spiller             | K | M | A  | Pts | +/− | PIM | POS |
| ------------------- | - | - | -- | --- | --- | --- | --- |
| Sarah Nurse         | 7 | 5 | 13 | 18  | +19 | 4   | F   |
| Marie-Philip Poulin | 7 | 6 | 11 | 17  | +9  | 6   | F   |
| Brianne Jenner      | 7 | 9 | 5  | 14  | +15 | 2   | F   |
| Natalie Spooner     | 7 | 3 | 11 | 14  | +12 | 0   | F   |
| Claire Thompson     | 7 | 2 | 11 | 13  | +23 | 2   | D   |
| Sarah Fillier       | 7 | 8 | 3  | 11  | +13 | 0   | F   |
| Hilary Knight       | 7 | 6 | 4  | 10  | +6  | 0   | F   |
| Alina Müller        | 7 | 4 | 6  | 10  | +1  | 4   | F   |
| Rebecca Johnston    | 7 | 2 | 8  | 10  | +8  | 2   | F   |
| Jamie Lee Rattray   | 7 | 5 | 4  | 9   | +9  | 0   | F   |
| Lara Stalder        | 7 | 5 | 4  | 9   | –3  | 2   | F   |

K= Kampe spillet; M = mål; A = Assists; Pts = Punkter; +/- = Plus / Minus ; PIM = straffe i minutter POS = Position 

Source: IIHF.com